# Repêchage des qualifications pour la Coupe du monde de rugby à XV 2003
Navigation
Repêchage Coupe du monde 1999 Repêchage Coupe du monde 2007
Le tour repêchage des qualifications pour la Coupe du monde de rugby à XV 2003 oppose cinq équipes issues des qualifications régionales du 15 mars au 21 mars 2003. Deux d'entre elles seront qualifiées pour la phase finale : les États-Unis et les Tonga.

## Liste des équipes participantes
| - Afrique 2 ou Europe 4 - Tunisie - Espagne - Amérique 3 - États-Unis | 0 | - Asie 2 - Corée du Sud - Océanie 3 - Tonga |

## Repêchage 1 (zones Europe-Afrique-Amérique)
Après le match de barrage sur terrain neutre (à Valence d'Agen) entre l'Europe et l'Afrique, l'Espagne se qualifie pour le repêchage qualificatif :
| Date       | Équipe hôte | Score   | Score   | Adversaire |
| ---------- | ----------- | ------- | ------- | ---------- |
| 15/03/2003 | Espagne0    | 33 - 16 | 33 - 16 | 0Tunisie   |

Matches aller-retour de repêchage qualificatif entre le vainqueur du barrage Afrique-Europe et les États-Unis. En gagnant les deux rencontres, les États-Unis se qualifient pour la phase finale de la Coupe du monde 2003 :
| Date       | Équipe hôte | Score   | Score   | Adversaire  |
| ---------- | ----------- | ------- | ------- | ----------- |
| 12/04/2003 | Espagne0    | 13 - 62 | 13 - 62 | 0États-Unis |
| 27/04/2003 | États-Unis0 | 58 - 13 | 58 - 13 | 0Espagne    |

## Repêchage 2 (zones Asie-Océanie)
Matches aller-retour de repêchage qualificatif. Les Tonga sont qualifiés pour la Coupe du monde 2003 :
| Date       | Équipe hôte   | Score    | Score    | Adversaire    |
| ---------- | ------------- | -------- | -------- | ------------- |
| 15/03/2003 | Corée du Sud0 | 00 - 75  | 00 - 75  | 0Tonga        |
| 21/03/2003 | Tonga0        | 119 - 00 | 119 - 00 | 0Corée du Sud |